# 索爾茲伯里教區
聖公會索爾茲伯里教區（英語：Diocese of Salisbury）是英格蘭教會坎特伯雷教省下面的一個教區。

## 概況
轄區包括多塞特郡西部和威爾特郡大部，座堂是索爾茲伯里座堂。現任主教為何添力。下分一個副主教區、四個會吏長區及十九個會吏區，管理459個堂區。

## 歷史
705年設舍伯恩教區，909年分出拉姆斯伯里教區。1058年兩教區合併。1078年教座遷至老塞勒姆，1220年再遷至索爾茲伯里。